# Ice Ribbon
Ice Ribbon (アイスリボン?, Aisuribon) è una federazione sportiva giapponese joshi puroresu (wrestling professionistico femminile) fondata nel 2006 da Emi Sakura dopo essersi separata da Gatokunyan. La sua sede principale si trova a Saitama, Prefettura di Saitama.

## Titoli
| Titolo                                     | Campionessa                  | Data          | Luogo |
| ------------------------------------------ | ---------------------------- | ------------- | ----- |
| ICEx{\displaystyle \infty } Championship   | Vacante                      |               |       |
| International Ribbon Tag Team Championship | Totoro Satsuki e Yuna Manase | 23 marzo 2024 | Tokyo |
| Triangle Ribbon Championship               | Yuuki Mashiro                | 23 marzo 2024 | Tokyo |